# 伊索拉多瓦雷塞
伊索拉多瓦雷塞（義大利語：Isola Dovarese），是意大利克雷莫纳省的一个市镇。总面积9平方公里，人口1224人，人口密度136.0人/平方公里（2009年）。国家统计（ISTAT）代码为019053。

## 友好城市
- 法國沃洛